# Апше
А́пше (латыш. Apše, Apša; лит. Apšė; в верхнем течении — Верета, лит. Vereta) — река в Латвии и Литве. Течёт по территории Южно-Курземского края Латвии и Скуодасского района Литвы. Правый приток среднего течения Барты.
Длина реки составляет 45 км (по другим данным — 40 км). Площадь водосборного бассейна равняется 357 км². Объём годового стока — 0,12 км³. Уклон — 0,82 м/км, падение — 37 м.
Вытекает из болота Гядримай в Илакяйском старостве Литвы.
Крупнейшие притоки — Руня, длиной 31 км, в которую впадает Видвиде — ранее так же бывшая притоком Апше, Сарте длиной 12 км.